# توسعه روستایی

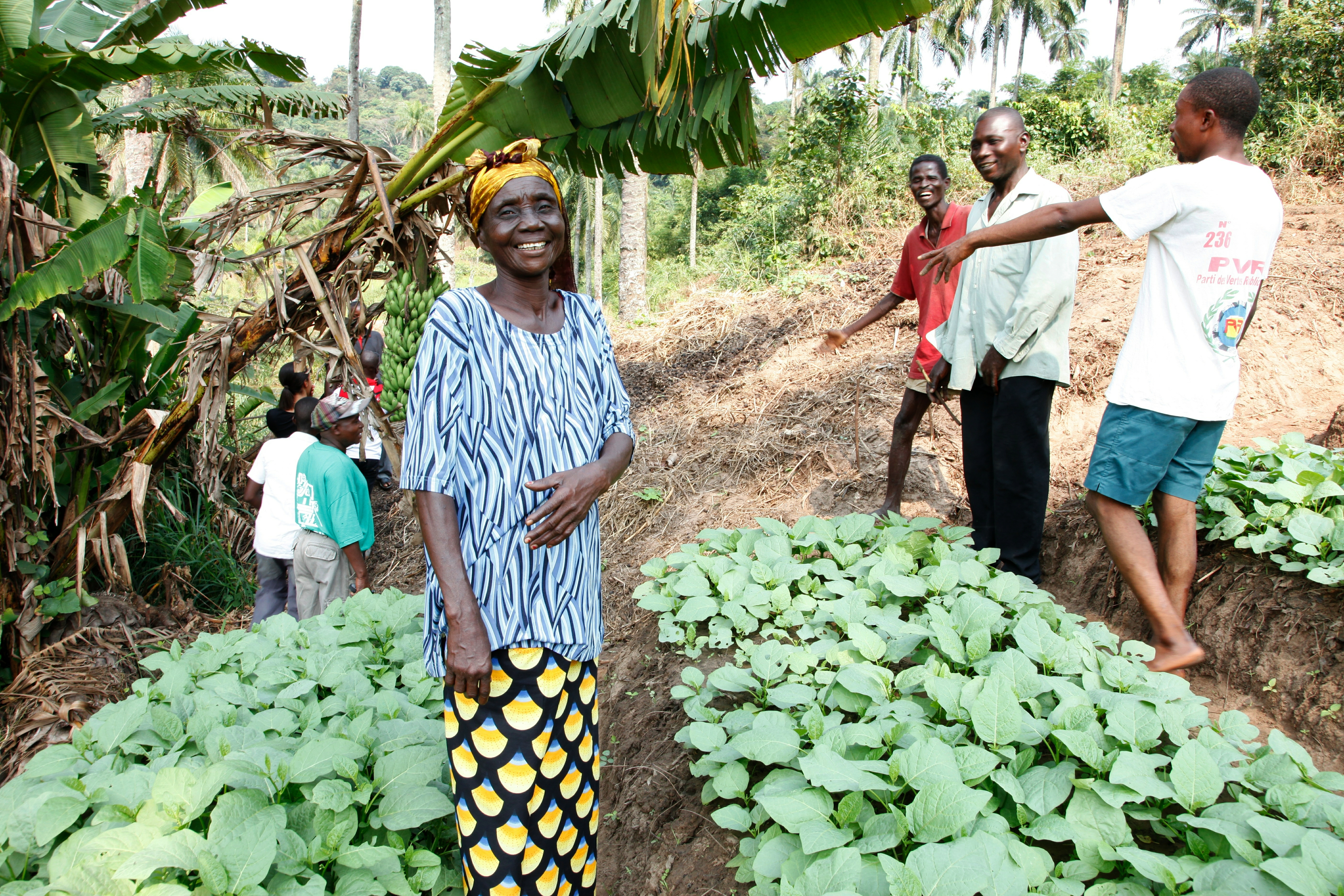
مردم روستایی

منظور از توسعه روستایی (انگلیسی: Rural development) عموماً فرایند ارتقای کیفیت زندگی و وضعیت اقتصادی مردمیست که در نواحی نسبتاً منزوی و با تراکم جمعیت کم زندگی می‌کنند. به‌طور سنتی توسعه روستایی بر بهره‌گیری از منابع طبیعی سرزمینی نظیر کشاورزی و جنگلداری متمرکز بوده‌است. به هر روی، تغییرات در شبکه‌های تولیدی جهانی و شهری شدن فزاینده خصوصیات نواحی روستایی را تغییر داده است. افزاش گردشگری، تولیدهای خاص، و تفریحات جایگزین استخراج منابع و کشاورزی به عنوان محرک‌های اصلی اقتصادی شده‌اند.
بانک جهانی، توسعه روستایی را چنین تعریف می‌کند. توسعه روستایی، راهبردی است که برای بهبود زندگی اقتصادی و اجتماعی روستاییان فقیر تدوین شده‌است.
هدف از مدیریت توسعه و عمران روستایی، تنظیم و اجرای برنامه‌هایی است که شرایط زندگی ساکنان مناطق روستایی را بهبود بخشد؛ به طوری که با اکتشاف، شناسایی، سازماندهی و بسیج منابع مذکور، حداکثر استفاده از قابلیت‌های موجود در روستا به عمل آید.. بنابراین، توسعه و عمران روستا باید مشتمل بر مجموعه‌ای از اقدامات بنیادی برای اصلاح اوضاع اقتصادی، فرهنگی و سیاسی در جامعه روستایی باشد و آن را به گونه‌ای متحول سازد که همه استعدادهای بالقوه موجود در روستا را بالفعل نماید و یک سیستم اجتماعی عادلانه را پایه‌ریزی کند.